# Marko Pernhart
Marko Pernhart (tudi Marko Pernat, Markus Pernhart), prvi slovenski realistični krajinski slikar, * 6. julij 1824, Spodnje Medgorje (napačno: Zgornje Medgorje, Srednje Medgorje), danes občina Žrelec na avstrijskem Koroškem, † 30. marec 1871, Šentrupert danes del Celovca.

## Življenje
Marko Pernhart (slov. Pernat), najstarejši sin mizarja Andreja Pernata iz Kamna v Podjuni (danes občina Škocjan ob Klopinjskem jezeru) in Uršule Klocer, je bil doma iz takrat povsem slovenske vasi Spodnje Medgorje (občina Medgorje, fara Grabštanj) na Koroškem. Rojen je bil v Spodnjih Medgorjah (Untermieger) pri hiši št. 1, po domače pri Lajrovcu. Verjetno se je šolal v takrat povsem slovenskih Tinjah. Zelo zgodaj je začel slikati panjske končnice. Na celovški tržnici je kmalu prodajal svoje šaljive slike. S komaj dvanajstimi leti je poslikal zidove v gostilni pri Krajcarju na cesti od Celovca do Velikovca. Gostilničar je opozoril škofovskega kaplana Henr. Hermanna na talentiranega mladeniča. S petnajstimi leti se je najprej učil slikarstvo pri Andreasu Hauserju v Celovcu. Hermann pa je fanta še dalje podpiral in ga predstavil kasnejšemu mecenu, goriškemu nadškofu Francu Lušinu (Franz Xaver Luschin), ki je bil po rodu iz Tinj. Verjetno je Hermann tudi vspostavil stik s tedaj znamenitim krajinskim slikarjem Eduardom von Morojem. Preko njega je prišel Pernhart v stik z dunajsko umetniško družbo, zlasti s Franzom Steinfeldom, ki je poučeval na Dunajski umetnostni akademiji (Akademie der Bildenden Künste). Od tod je Pernhart šel na študij na umetnostno akademijo v Münchnu, od koder se je kmalu vrnil na Koroško. Na Koroškem je postal pod umetniškim psevdonimom Pernhart najbolj znani krajinski slikar svojega časa. Pernhartu je Avstrijski turistični klub v Celovcu postavil spomenik. Prav ta visoka stopnja integracije v avstrijsko družbo je verjetno tudi razlog, da je njegovo slovensko poreklo šlo v pozabo.

## Pernhartovo delo

### Koroške in kranjske krajinske slike
Pernhartovo delo obsega 1200 oljnatih slik in veliko število risb, ki so danes v lasti tako Koroškega deželnega muzeja kot tudi Narodne galerije v Ljubljani, nekaj jih je v celovškem škofovskem dvorcu, mnogo pa tudi v zasebni lasti.
Slikal je naravo in situ in se zato povzpel na najvišje vrhove in premagal mraz zimske pokrajine Vrbskega jezera. Bil je strokovnjak panoramskega slikarstva s perspektive gorskih vrhov. Skupaj je naslikal 27 panoram. Največja (z Velikim Klekom) meri v dolžino skoraj 20 metrov, v višino pa nekaj manj kot 3 metre. Naslikal je tudi panoramo s Triglava, ki v dolžino meri šest metrov in pol.
Naslikal je vse koroške pokrajine, zlasti slovenski del dežele, kot npr. Celovec in Celovško ravnino, Gospo Sveto, Krnski grad s Knežjim kamnom in Vojvodskim prestolom ter Velikovec in Podjuno, Vrbsko jezero in Beljaško kotlino, Dobrač, Ziljo, Rož in Kanalsko dolino.
Za Koroško in slovensko kulturno zgodovino je zlasti pomembna njegova risba knežnega kamna na Krnskem gradu, ki predstavlja edini ohranjeni vir za zgodovinsko lokalizacijo osrednjega spomenika karantansko-slovenske državnosti, ki je bil s svojega mesta odstranjen brez upoštevanja že takrat priznanih arheoloških in znanstvenih standardov.
Ker je znal tudi slovensko, je slikal število pokrajin v današnji Sloveniji, v nekdanji vojvodini Kranjski: Bled in Blejsko jezero, panorame s Šmarne gore, Julijske Alpe, Cerkniško jezero in Kranj.
Pernhart je s posebno strastjo slikal pokrajine, zlasti jezera in visokogorje in gradove ter tudi živali in tihožitja v idiličnem in patetičnem slogu. Povsem je zajel duh časa in okus novega meščanstva in razvijajoče se družbe, ki je odkrivala pokrajino kot turistično destinacijo. Znal je naslikati statusne simbole za svoje kupce.

### Gradovi in dvorci na Koroškem
Na pobudo nečaka svojega celovškega učitelja in mentorja Max von Moro je sistematično poslikal vse gradove in dvorce Koroške. Namen je bil, da ohrani spomin propadajočih zgodovinskih kompleksov, ki jih tedanji lastniki niso mogli več v celoti vzdržvati. S svinčnikom je narisal do najmanjše podrobnosti številne gradove. Leta 1853 je skupno narisal 40 stavb. Danes je ohranjeno 198 teh risb. ki so last zgodovinskega društva za Koroško. Leta 1855 so podarili Koroški deželni stanovi cesarici Elizabeti zvezek s 31 Pernhartovimi risbami s spremnem tekstom Maxa Mora. Po njegovi smrti je bilo objavljenih pet panoramskih slik v litografski tehniki (Celovec 1875 in 1889).

## Dediščina
Marko Pernhart je umrl 30. marca 1871 na Šentviškem obmestju številka 28 v Celovcu, po dolgem trpljenju zaradi želodčnega raka. Pokopan je na pokopališču v Šentrupertu, ki je danes del Celovca. Med številnimi učenci Slovenski biografski leksikon posebno izpostavlja Klementino pl. Rainer. Poleg omenjenih 1200 oljnatih slik na platnu je ohranjeno še veliko število risb.
Danes je osem slik v Narodnem muzeju in v Narodni galeriji, štiri panorame s Stola in štiri s Šmarne gore iz zapuščine škofa Jerneja Vidmerja je kupila Kranjska hranilnica, nekaj slik je tudi v zasebni lasti.
Leta 2004 je bila porušena hiša, v kateri je umrl, da bi se postavilo nakupovalno središče.

## Galerija slik
- Marko Pernhart: Celovec proti severu
- Marko Pernhart: Celovec proti vzhodu
- Marko Pernhart: Celovška ravnina proti severozahodu
- Marko Pernhart: Žalem in Halek
- Marko Pernhart: Otok na Vrbskem jezeru
- Marko Pernhart: Rož
- Marko Pernhart: Jepa in Beljaško polje z Baškim jezerom in z Vrbskem jezeru
- Marko Pernhart: Podjuna pri Velikovcu
- Marko Pernhart: Velikovec
- Marko Pernhart: Kamen v Podjuni
- renesanščni grad Vernberk, okoli 1850
- Marko Pernhart: Jezerski vrh
- Marko Pernhart: Triglav
- Marko Pernhart: Bled
- Marko Pernhart: Bohinjsko jezero
- Marko Pernhart: Radovljica